# Загорське (Іглінський район)
Заго́рське (рос. Загорское, башк. Загорский) — присілок у складі Іглінського району Башкортостану, Росія. Входить до складу Балтійської сільської ради.
Населення — 48 осіб (2010; 76 в 2002).
Національний склад:
- росіяни — 48 %
- білоруси — 46 %